# Muscolo orbicolare dell'occhio
Il muscolo orbicolare dell'occhio origina dalla parte nasale dell'osso frontale, dal processo frontale della mascella davanti al solco lacrimale dell'osso omonimo, e dalla superficie anteriore e dai bordi di una breve banda fibrosa, il legamento palpebrale mediale.
Dalla sua origine, le fibre si dirigono lateralmente, a formare un'ampia e sottile superficie, che occupa la palpebra, attorno alla circonferenza dell'orbita, e si porta oltre la tempia e in basso sulla guancia.
La porzione palpebrale del muscolo è sottile e pallida; esse origina dalla biforcazione del legamento palpebrale mediale, forma una serie di curve concentriche, e si inserisce sul rafe laterale della palpebra.
La porzione orbitaria è invece più spessa e di un colore rosso; le sue fibre formano una ellisse completa senza interruzione sulla commessura laterale della palpebra; le fibre superiori di questa porzione si uniscono con il frontale e con il corrugatore.
La parte lacrimale (tensor tarsi) è un piccolo e sottile muscolo, di circa 6 mm di larghezza e 12 mm di lunghezza, situato sotto il legamento palpebrale mediale e al sacco lacrimale.
Esso origina dalla cresta posteriore e dalla parte adiacente della superficie orbitaria dell'osso lacrimale, e passando dietro il sacco lacrimale, si divide in due fasci, il superiore e l'inferiore, che sono inseriti al punto lacrimale; occasionalmente è assai indistinto.

## Azione
L'azione del muscolo è di chiudere l'occhio ed è l'unico muscolo capace di fare questo. La sua perdita funzionale per qualsiasi ragione risulta in una incapacità di chiudere l'organo visivo, necessitando di un collirio per la pulizia dell'occhio nei casi estremi.
L'orbicolare dell'occhio è inoltre il muscolo sfintere delle palpebre.
La porzione palpebrale ha un'azione involontaria, chiudendo le palpebre delicatamente, come nel dormire o nell'ammiccamento; la porzione orbitaria è invece soggetta alla volontà.
Quando l'intero muscolo è in azione, la pelle della fronte, delle tempie e delle guance è tirata verso l'angolo mediale dell'orbita, e le palpebre sono chiuse fortemente, come nella fotofobia.
La pelle perciò è tirata verso l'alto a formare delle pieghe, che si evidenziano particolarmente dagli angoli laterali della palpebre; queste pieghe divengono invece permanenti in età avanzata.
L'elevatore della palpebra superiore è il diretto antagonista di questo muscolo; esso innalza la palpebra superiore e scopre il bulbo oculare.
Ogni volta che le palpebre sono chiuse grazie all'azione dell'orbicolare, il legamento palpebrale mediale è teso, la parete del sacco lacrimale è perciò tesa lateralmente e in avanti, in modo che si possa creare uno spazio vuoto e le lacrime siano risucchiate in esso lungo il canale lacrimale.
La parte lacrimale dell'orbicolare dell'occhio tira le palpebre e le parti terminali dei canali lacrimali in direzione mediale e le comprime contro la superficie del globo dell'occhio, perciò le posiziona nella situazione più favorevole possibile per ricevere le lacrime.
Inoltre l'orbicolare comprime il sacco lacrimale.